# Île-d'Aix
 Île-d'Aix  es una población y comuna francesa, en la región de Nueva Aquitania, departamento de Charente Marítimo, en el distrito de Rochefort y cantón de Rochefort-Nord. 
Recibe el nombre de la isla que ocupa y que a su vez forma junto a otras 14 islas o archipiélagos del litoral atlántico la asociación de las Îles du Ponant.

## Demografía
| 226 | 207 | 207 | 173 | 199 | 186 |
| Para los censos de 1962 a 1999 la población legal corresponde a la población sin duplicidades (Fuente: INSEE [Consultar]) |     |     |     |     |     |